# Naie, Hokkaido
Naie (奈井江町 Naie-chō?) este un oraș⁠(d) situat în subprefectura Sorachi⁠(d), Hokkaido, Japonia.